# Országok listája, melyek függetlenségüket az Egyesült Királyságtól nyerték el
Az alábbi lista azon országokat és területeket tartalmazza, melyek egykor a Brit Birodalom vagy az Egyesült Királyság részét képezték, függetlenségük elnyerésének idejével.

## Gyarmatok, protektorátusok
| Ország                                | Függetlenség előtti név       | Kontinens     | Dátum                | Megjegyzés |
| ------------------------------------- | ----------------------------- | ------------- | -------------------- | --- |
| Afganisztán                           | Észak-Perzsia                 | Ázsia         | 1919. augusztus 19.  | |
| Antigua és Barbuda                    | Antigua                       | Észak-Amerika | 1981. november 1.    | Függetlensége előtt Brit Nyugat-India része. |
| Bahama-szigetek                       |                               | Észak-Amerika | 1973. július 10.     | |
| Bahrein                               |                               | Ázsia         | 1971. augusztus 15.  | |
| Barbados                              |                               | Észak-Amerika | 1966. november 30.   | |
| Belize                                | Brit Honduras                 | Észak-Amerika | 1981. szeptember 21. | |
| Botswana                              | Becsuánaföld                  | Afrika        | 1966. szeptember 30. | |
| Brunei                                |                               | Ázsia         | 1984. január 1.      | |
| Ciprus                                |                               | Európa        | 1960. augusztus 16.  | |
| Dél-Jemen                             | Dél-Arábia                    | Ázsia         | 1967. november 30.   | 1990-ben Észak-Jemennel egyesülve létrejött Jemen. |
| Dominikai Közösség                    |                               | Észak-Amerika | 1978. november 3.    | Függetlensége előtt Brit Nyugat-India része. |
| Egyesült Államok                      | 13 amerikai gyarmat           | Észak-Amerika | 1776. július 4.      | Függetlenségét az Nagy-Britannia csak 1783-ban ismerte el. · 1847-ben Libéria, 1902-ben Kuba, 1946-ban a Fülöp-szigetek, 1979-ben a Marshall-szigetek, 1986-ban Mikronézia, 1994-ben Palau nyerte el függetlenségét tőle.                                                            |
| Egyesült Arab Emírségek               | Szerződéses Államok           | Ázsia         | 1971. december 2.    | |
| Egyiptom                              |                               | Afrika        | 1922. február 28.    | A Szuezi-csatornát az Egyesült Királyság felügyelte 1952-ig. |
| Fidzsi-szigetek                       |                               | Óceánia       | 1970. október 10.    | |
| Gambia                                |                               | Afrika        | 1965. február 18.    | |
| Ghána                                 | Aranypart                     | Afrika        | 1957. március 6.     | Függetlenedésekor hozzácsatolták Brit Togót. |
| Grenada                               |                               | Észak-Amerika | 1974. február 7.     | Függetlensége előtt Brit Nyugat-India része. |
| Guyana                                | Brit Guiana                   | Dél-Amerika   | 1966. május 26.      | |
| India                                 | Brit India                    | Ázsia         | 1947. augusztus 15.  | Independence Day (India) |
| Irak                                  |                               | Ázsia         | 1932. október 3.     | |
| Izrael                                | Palesztina                    | Ázsia         | 1948. május 14.      | Palesztina 1988-ban kikiáltotta függetlenségét. |
| Jamaica                               |                               | Észak-Amerika | 1962. augusztus 6.   | |
| Jordánia                              | Transzjordánia                | Ázsia         | 1946. május 25.      | |
| Katar                                 | Brit Katar                    | Ázsia         | 1971. szeptember 3.  | |
| Kenya                                 |                               | Afrika        | 1963. december 12.   | |
| Kiribati                              | Gilbert-szigetek              | Óceánia       | 1979. július 12.     | |
| Kuvait                                |                               | Ázsia         | 1961. június 19.     | |
| Lesotho                               | Baszutóföld                   | Afrika        | 1966. október 4.     | |
| Líbia                                 |                               | Afrika        | 1951. december 24.   | 1912-től Líbia olasz gyarmat volt, ám a II. világháborús vesztesége miatt Olaszország elveszítette a területet. Ekkor az ENSZ felügyelete alá került, egyik részét Franciaország, másik részét az Egyesült Királyság irányította. Függetlenségét a két országtól nyerte el 1951-ben. |
| Malajzia                              | Malaya, Észak-Borneó, Sarawak | Ázsia         | 1957. augusztus 31.  | Észak-Borneó (ma Sabah), Sarawak és Szingapúr az 1957-ben függetlenedett Malayához való csatlakozásával jött létre Malajzia. 1965-ben Szingapúr független városállam lett. |
| Malawi                                | Nyaszaföld                    | Afrika        | 1964. július 6.      | |
| Maldív-szigetek                       |                               | Ázsia         | 1965. július 26.     | |
| Málta                                 |                               | Európa        | 1964. szeptember 21. | |
| Mauritius                             |                               | Afrika        | 1968. március 12.    | |
| Mianmar                               | Burma                         | Ázsia         | 1948. január 4.      | Burma néven függetlenedett. Nevét 1989-ben változtatták meg. |
| Nauru                                 |                               | Óceánia       | 1968. január 31.     | Függetlenségét az Ausztráliától, az Egyesült Királyságtól és Új-Zélandtól nyerte el. |
| Nigéria                               |                               | Afrika        | 1960. október 1.     | 1961-ben hozzácsatolták Északi-Kamerunt. |
| Omán                                  | Maszkat és Omán Szultanátus   | Ázsia         | 1970. december 20.   | |
| Pakisztán                             | Brit India                    | Ázsia         | 1947. augusztus 14.  | 1971-ben függetlenedett tőle Banglades. |
| Saint Kitts és Nevis                  | Saint Kitts–Nevis és Anguilla | Észak-Amerika | 1983. szeptember 19. | Függetlensége előtt Brit Nyugat-India része. |
| Saint Lucia                           |                               | Észak-Amerika | 1979. február 22.    | Függetlensége előtt Brit Nyugat-India része. |
| Saint Vincent és a Grenadine-szigetek | St Vincent                    | Észak-Amerika | 1979. október 27.    | Függetlensége előtt Brit Nyugat-India része. |
| Salamon-szigetek                      | Brit Salamon-szigetek         | Óceánia       | 1978. július 7.      | |
| Seychelle-szigetek                    |                               | Afrika        | 1976. június 29.     | |
| Sierra Leone                          |                               | Afrika        | 1961. április 27.    | |
| Srí Lanka                             | Ceylon                        | Ázsia         | 1948. február 4.     | Ceylon néven függetlenedett, 1972-ben változtatták meg nevét. |
| Szomáliföld                           | Brit Szomáliföld              | Afrika        | 1960. június 26.     | 1960. július 1-én az egykori Olasz Szomálifölddel egyesülve létrejött Szomália. Később Szomáliföld kikiáltotta függetlenségét, ez az állam azonban nem elismert. |
| Szudán                                |                               | Afrika        | 1956. január 1.      | 2011-ben függetlenedett tőle Dél-Szudán. |
| Szváziföld                            |                               | Afrika        | 1968. szeptember 6.  | |
| Tanganyika                            |                               | Afrika        | 1961. december 9.    | 1964-ben egyesült Zanzibárral, így létrejött Tanzánia. |
| Tonga                                 |                               | Óceánia       | 1970. június 4.      | |
| Trinidad és Tobago                    |                               | Észak-Amerika | 1962. augusztus 31.  | |
| Tuvalu                                | Ellice-szigetek               | Óceánia       | 1978. október 1.     | |
| Uganda                                |                               | Afrika        | 1962. október 9.     | |
| Vanuatu                               | Új-Hebridák                   | Óceánia       | 1980. július 30.     | Függetlenségét az Egyesült Királyságtól és Franciaországtól nyerte el. |
| Zambia                                | Észak-Rodézia                 | Afrika        | 1964. október 24.    | |
| Zanzibár                              |                               | Afrika        | 1963. december 10.   | 1964-ben egyesült Tanganyikával, így létrejött Tanzánia. |
| Zimbabwe                              | Dél-Rodézia                   | Afrika        | 1980. április 18.    | Először 1965-ben kiáltotta ki függetlenségét Rodézia néven, ám ez az állam nem volt nemzetközileg elismert. |

## Domíniumok
| Ország/terület          | Kontinens     | Domíniumi státusz    | Westminsteri statútum | Teljes függetlenség | Megjegyzés |
| ----------------------- | ------------- | -------------------- | --------------------- | ------------------- | --- |
| Ausztrália              | Ausztrália    | 1901. január 1.      | 1942. október 9.      | 1986. március 3.    | 1975-ben függetlenedett tőle Pápua Új-Guinea.                                                                                                  |
| Dél-afrikai Köztársaság | Afrika        | 1910. május 31.      | 1931. december 11.    | 1961. május 21.     | 1990-ben függetlenedett tőle Namíbia. |
| Írország                | Európa        | 1922. december 6.    | 1931. december 11.    | 1949. április 18.   | |
| Kanada                  | Észak-Amerika | 1867. július 1.      | 1931. december 11.    | 1982. április 17.   | |
| Új-Fundland             | Észak-Amerika | 1907. szeptember 26. | —                     | 1982. április 17.   | 1949 óta Kanada része. |
| Új-Zéland               | Óceánia       | 1907. szeptember 26. | 1947. november 25.    | 1986. december 13.  | Először 1835-ben kiáltotta ki függetlenségét. · 1962-ben függetlenedett tőle Szamoa. · Társult államai: Cook-szigetek (1965) és · Niue (1974). |

## Területek, melyek kikiáltották függetlenségüket, majd újra az Egyesült Királyság irányítása alá kerültek
| Terület  | Kontinens     | Dátum              | Megjegyzés |
| -------- | ------------- | ------------------ | --- |
| Anguilla | Észak-Amerika | 1967. július 12.   | 1967-ben szakadt el Saint Kitts és Nevistől, 1971-ben újra az Egyesült Királyság fennhatósága alá került. 1980-ban kapott Brit Koronagyarmat (mai neve brit tengerentúli terület) státuszt.                                          |
| Rodézia  | Afrika        | 1965. november 11. | Dél-Rodézia 1965-ben kiáltotta ki függetlenségét Rodézia néven, azonban függetlensége nem volt nemzetközileg elismert. 1979-ben ismét az Egyesült Királyság irányítása alá került, függetlenségét 1980-ban nyerte el Zimbabwe néven. |

## Brit tengerentúli területek népszavazásai a függetlenségről
| Terület           | Kontinens     | Dátum               | Megjegyzés                                          |
| ----------------- | ------------- | ------------------- | --------------------------------------------------- |
| Bermuda           | Észak-Amerika | 1995. augusztus 16. | A szavazók 73,6%-a a függetlenség ellen szavazott.  |
| Gibraltár         | Európa        | 2002. november 7.   | A szavazók 98,48%-a a függetlenség ellen szavazott. |
| Falkland-szigetek | Dél-Amerika   | 2013. március 11.   | A szavazók 99,8%-a a függetlenség ellen szavazott.  |

## Területek, amelyeket egy másik független államhoz csatoltak
| Terület               | Fogadó állam                                               | Kontinens | Dátum                | Megjegyzés |
| --------------------- | ---------------------------------------------------------- | --------- | -------------------- | --- |
| Északi Brit Kamerun   | Nigéria                                                    | Afrika    | 1961. október 1.     | Az 1961-es népszavazáson Brit Kamerun északi területe Nigéria mellett, déli területe Kamerun mellett döntött. |
| Déli Brit Kamerun     | Kamerun                                                    | Afrika    | 1961. október 1.     | Az 1961-es népszavazáson Brit Kamerun északi területe Nigéria mellett, déli területe Kamerun mellett döntött. |
| Hongkong              | Kína                                                       | Ázsia     | 1997. június 30.     | 1898-ban a Brit Birodalom 99 évre bérbe vette a területet. 1984-ben a szerződés meghosszabbításáról nem sikerült megegyezni, így 1997-ben a város Kínához került. |
| Észak-Borneó          | Malaya (az egyesülés napján nevét Malajziára változtatták) | Ázsia     | 1963. szeptember 16. | Észak-Borneó (ma Sabah), Sarawak és Szingapúr Malayához való csatlakozásával jött létre Malajzia. 1965-ben Szingapúr független városállam lett. |
| Sarawak               | Malaya (az egyesülés napján nevét Malajziára változtatták) | Ázsia     | 1963. szeptember 16. | Észak-Borneó (ma Sabah), Sarawak és Szingapúr Malayához való csatlakozásával jött létre Malajzia. 1965-ben Szingapúr független városállam lett. |
| Szingapúr             | Malaya (az egyesülés napján nevét Malajziára változtatták) | Ázsia     | 1963. szeptember 16. | Észak-Borneó (ma Sabah), Sarawak és Szingapúr Malayához való csatlakozásával jött létre Malajzia. 1965-ben Szingapúr független városállam lett. |
| Megszállt Németország | NSZK                                                       | Európa    | 1949. május 23.      | 1945-ben az Egyesült Államok,az Egyesült Királyság, Franciaország és a Szovjetunió megszállta Németországot, és négy részre osztották. Ezt követően az amerikai, brit és francia területek egyesítésével jött létre az NSZK, mely 1990-ben egyesült az NDK-val, létrehozva Németországot. |

## Az Egyesült Királyság országrészei, melyek az elszakadás ellen szavaztak
| Országrész     | Dátum                | Megjegyzés |
| -------------- | -------------------- | --- |
| Észak-Írország | 1973. március 8.     | A népszavazáson a szavazóknak arról kellett dönteniük, hogy Észak-Írországot Írországhoz csatolják, vagy maradjon az Egyesült Királyság része. A választók 98,9%-a szavazott az elszakadás ellen. |
| Skócia         | 2014. szeptember 18. | A népszavazáson a választók 55,3% a függetlenség ellen szavazott. 2017-ben új népszavazásért indultak törekvések, de ez nem valósult meg.                                                         |

## Fordítás
Ez a szócikk részben vagy egészben  a   List of countries that have gained independence from the United Kingdom című angol Wikipédia-szócikk fordításán alapul.  Az eredeti cikk szerkesztőit annak laptörténete sorolja fel. Ez a jelzés csupán a megfogalmazás eredetét és a szerzői jogokat jelzi, nem szolgál a cikkben szereplő információk forrásmegjelöléseként.